# Jindřich II. Svídnický
Jindřich II. Svídnický či Svídnicko-Javorský († 1343/45) byl svídnický kníže z dynastie slezských Piastovců.
Byl synem svídnického knížete Bernarda. Jeho dcera Anna Svídnická se stala v pořadí třetí manželkou českého krále Karla.